# محسن پورسیدآقایی
محسن پورسیدآقایی (زادهٔ ۱۳۴۰ در مشهد) مهندس و مدیر اجرایی ایرانی است که از شهریور ۱۳۹۶ تا آذر ۱۳۹۸ مدیر عامل سازمان حمل و نقل و ترافیک تهران و معاون شهردار تهران و از سال ۱۳۹۲ تا آذر ۱۳۹۵ مدیرعامل راه‌آهن ایران و معاون وزیر راه و شهرسازی بود. وی پس از فاجعهٔ برخورد قطار در محور سمنان–دامغان در ۶ آذر ۱۳۹۵ در برنامه زندهٔ اخبار سراسری صدا و سیمای جمهوری اسلامی از مردم ایران عذرخواهی کرد و گفت: استعفایش از سوی وزیر راه پذیرفته شده‌است. این استعفا مورد توجه خبرگزاری‌ها قرار گرفت و واکنش‌هایی نیز داشت که در برنامه نوبت شما نیز مطرح شد.

## سوابق
محسن پورسیدآقایی در سال ۱۳۶۶ مدرک کارشناسی مهندسی صنایع و در سال ۱۳۶۹ مدرک کارشناسی ارشد مهندسی صنایع را از دانشگاه صنعتی شریف دریافت کرد. وی در سال ۱۳۷۸ مدرک دکترای مهندسی صنایع را از دانشگاه تربیت مدرس دریافت کرد. وی در سال ۱۳۸۳ از محمد خاتمی نشان لیاقت و مدیریت دریافت کرد و در بازه زمانی ۱۳۸۶ تا ۱۳۹۲ مدیرعامل بخش حمل و نقل ریلی شرکت مپنا بود.
او پس از انقلاب ۱۳۵۷ ایران، ابتدا به همکاری با جهاد سازندگی، نهضت سوادآموزی، امور تربیتی مدارس جنوب تهران، جهاد دانشگاهی و دانشگاه صنعتی شریف روی آورد. سپس او از سال ۱۳۶۸ وارد شرکت راه‌آهن ایران شد.
برخی از سوابق او:
- از سال ۱۳۶۸ تا ۱۳۷۰: کارشناس مرکز تحقیقات راه‌آهن ایران
- از سال ۱۳۷۰ تا ۱۳۷۷: مدیرکل نیروی کشش راه‌آهن ایران
- از سال ۱۳۷۷ تا ۱۳۸۶: معاون ناوگان راه‌آهن ایران و امضاکننده قرارداد راه‌آهن با شرکت ژک آلستوم فرانسه، عضو هیئت مدیره راه‌آهن، رئیس هیئت مدیره و مدیرعامل شرکت قطارهای مسافری رجاء و عضو هیئت مدیره شرکت راه‌آهن
- از سال ۷۸ تا ۸۶: استاد دانشگاه علم و صنعت ایران
- از سال ۱۳۸۶ تا ۱۳۹۲: مدیرعامل بخش حمل و نقل ریلی شرکت مپنا
- از سال ۱۳۹۲ تا ۱۳۹۵: معاون وزیر راه و شهرسازی و مدیرعامل راه‌آهن ایران
- از شهریور سال ۱۳۹۶ تا آذر ۱۳۹۸: معاون شهردار تهران